# 타이완구름표범
타이완구름표범은 사라진것으로 알려진 구름표범의 개체군이다. 예전엔 구름표범의 아종으로 간주되었으나 유전자 분석을 통해 현재는 완전히 별개의 아종이 아닌 구름표범의 대만 서식 개채군임이 밝혀졌다.